# Carbon bất đối

Ví dụ về carbon bất đối liên kết với 4 nhóm thế trong phân tử amino acid, tạo ra 2 đồng phân đối quang. Hình ảnh của phân tử amino acid cũng tạo ra một tứ diện có 4 nhóm thế ở đỉnh

(S) acid lactic (trái) và (R) acid lactic (phải) là hai đồng phân quang học của nhau. Hình ảnh của chúng phản chiếu qua "gương" không chồng khít của nhau nên gọi là đối quang

Carbon bất đối hay carbon phi đối xứng, carbon thủ tính (ký hiệu C*) là một nguyên tử carbon liên kết với bốn nguyên tử hoặc nhóm nguyên tử khác nhau (gọi chung là nhóm thế). Phân tử hữu cơ có carbon bất đối có thể được sắp xếp trong không gian theo các cách khác nhau, nếu hai đồng phân là hình ảnh phản chiếu của nhau thì gọi đối quang (tiếng Anh: enantiomer). 
Một cách giải thích đơn giản của hiện tượng này giống như hình ảnh của một bàn tay nhìn qua gươngː tay trái có hình ảnh trong gương là tay phải và ngược lại, tuy nhiên ảnh và vật thật không thể xếp chồng khít lên nhau vì khác hướng. 
Do lấy hình ảnh tay trái và tay phải nên carbon bất đối còn có tên là carbon thủ tính. Tính chất mà các phân tử bất đối xứng không thể xếp chồng lên hình ảnh phản chiếu của chính chúng được gọi là đối phân, còn nguyên tử liên kết với bốn nhóm thế khác nhau gọi là thủ tính (tiếng Anh: chiral).
Danh pháp IUPAC của một chất đồng phân quang học được xác định theo quy tắc Cahn–Ingold–Prelog.

## Số lượng đồng phân quang học
Carbon bất đối tạo ra đồng phân quang học cho phân tử. Quy tắc Le Bel–Van 't Hoff hay thuyết carbon tứ diện. Đây là lý thuyết mà Le Bel và van't Hoff đồng thời công bố vào năm 1874 phát biểu rằng bốn nhóm thế của một nguyên tử carbon bất đối có xu thế hướng về các đỉnh của một tứ diện có tâm là nguyên tử carbon bất đối, và điều này giải thích tất cả các hiện tượng đã biết về sự đối xứng phân tử. Khi biết số nguyên tử carbon bất đối có thể tính số đồng phân quang học tối đa có thể có của bất kỳ phân tử nào như sau:
Nếu n là số nguyên tử carbon không đối xứng thì số đồng phân quang học tối đa = 2n (quy tắc Le Bel–van't Hoff)

## Ví dụ
1. Malic acid có 4 nguyên tử carbon nhưng chỉ một trong số đó là carbon bất đối (nguyên tử carbon thứ 2 từ phải sang trái). Nguyên tử bất đối này (gọi là carbon C*) nối với hai nguyên tử carbon khác, một nguyên tử oxygen và một nguyên tử hydrogen. Ban đầu, người ta nghĩ rằng nguyên tử đối xứng vì nó được gắn với hai nguyên tử carbon, nhưng vì hai nguyên tử carbon đó tạo thành hai nhóm nguyên tử khác nhau nên làm cho nguyên tử C* trở thành carbon bất đối.
| 1 |

2. Tetrose có 2 nguyên tử carbon bất đối nên nó có 22 = 4 đồng phân quang học:
| 12 |

3. Aldopentose có 3 nguyên tử carbon bất đối nên nó có 23 = 8 đồng phân quang học:
| 123 |

4. Aldohexose có 4 nguyên tử carbon bất đối nên nó có 24 = 16 đồng phân quang học:
| 1234 |